# Pimp My Ride
A Pimp My Ride egy MTV által készített tuningműsor. Műsorvezetője Xzibit amerikai rapper.
A műsor azzal kezdődik, hogy az adás előtt az MTV kiválasztja egy kellőképpen rossz állapotú autó gazdáját. A 2. fázisban Xzibit ellátogat a kiválasztotthoz, és alaposan átvizsgálja a roncsautót, majd bekopog az illető házába. Ezt követően Xzibit és az autó tulajdonosa közösen ismét átnézi a kocsit. Ha megvan a szemügyrevétel, akkor az autót elszállítják. A 3. fázisban megérkezik a GAS (Galpin Auto Sport) vagy a West Coast Customs műhelyébe. Ezután összeül a kupaktanács, és megvitatják, kinek mi lesz a dolga a gépjárművel.
A 4. fázisban munkához kezdenek a műhely dolgozói. Elsőként lefestik a kocsit, majd felrakják rá a felniket és a gumit. Mad Mike, az elektronikai felelős általában mélynyomókkal, óriás hangszórókkal, LCD vagy TFT monitorokkal, hatalmas plazmatévékkel és egyéb elektromos dolgokkal rakja tele az autót. Végül Digitty Dave-hez kerül a kocsi. Az 5. fázisban Xzibit bevezeti az autó tulajdonosát a műhelybe.
A 6. és egyben utolsó fázisban lerántják a leplet a „csodáról”. Az örömkitörést követően Mad Mike és Xzibit bemutatják az új kocsit a tulajdonosnak, s átadják a kulcsokat. Végül a szerencsés megmutatja barátainak a „luxusverdát”, végül a forgatás alatt elrontott jelenetek következnek. Egy epizód hozzávetőleg 22 perces.